# Loscouët-sur-Meu
Loscouët-sur-Meu är en kommun i departementet Côtes-d'Armor i regionen Bretagne i nordvästra Frankrike. Kommunen ligger i kantonen Merdrignac som tillhör arrondissementet Dinan. År 2022 hade Loscouët-sur-Meu 644 invånare.

## Befolkningsutveckling
Antalet invånare i kommunen Loscouët-sur-Meu
Referens:INSEE